# Štitasti ožiljak
Štitasti ožiljak (prugavka, peloponeška prugavka; lat. Molopospermum), rod i jedina vrsta roda Molopospermum, porodice štitarki. Štitasti ožiljak je rijetka aromatična trajnica iz planina južne Europe: Francuska, Italija, Andora, Švicarska, Španjolska, Slovenija i Hrvatska.
Prvi puta opisana je kao Ligusticum peloponnesiacum L..

## Opis
To je krupna trajnica visoka do 1,5 m, s jako mirisnim, blago sjajnim, fino razdijeljenim listovima poput paprati. Mali blijedožuti cvjetovi rađaju se u kupolastim grozdovima na snažnim uspravnim stabljikama u kasno proljeće i rano ljeto.
- Cijela biljka
- Cvijet
- Listovi

## Podvrste
Postoje dvije podvrste:
1. Molopospermum peloponnesiacum subsp. bauhinii I. Ullmann
2. Molopospermum peloponnesiacum subsp. peloponnesiacum

## Sinonimi
- Cicutaria Moench; Suppl. Meth.: 32 (1802), nom. illeg.
- Cicutaria peleponnesiaca (L.) Kuntze in Revis. Gen. Pl. 1: 266 (1891)
- Ligusticum peleponnesiacum L. in Sp. Pl.: 250 (1753)